# Musée de la Vie rurale (Xhoris)
Le Musée de la Vie rurale est situé au n° 34 de route de Hamoir à Xhoris dans la commune de Ferrières (Province de Liège- Belgique).

## Historique
Ce musée est ouvert depuis le 21 décembre 1974. Il a été constitué par des objets anciens appartenant aux habitants du village et légués au musée.

## Situation
Le musée se trouve au centre de Xhoris. Il occupe les deux étages (dont le grenier) de l'ancienne maison communale qui date de la fin du XIXe siècle.

## Description
Le musée présente la vie rurale des siècles passés à travers des objets représentant des métiers et usages disparus. Il s'agit de vêtements, d'ustensiles de ménage, de nombreux outils insolites, d'anciennes photographies, de matériels scolaires et d'autres objets méconnus des temps anciens.

## Visite
Le musée est ouvert les après-midis de 14 à 17 h en juillet et août (sauf le dimanche) ainsi que sur rendez-vous le reste de l'année.